# 阿圖瓦的路易絲
阿圖瓦的路易絲（法語：Louise d'Artois，1819年9月21日—1864年2月1日），帕爾馬公爵夫人，法國國王查理十世的孫女。

## 家庭
1845年，阿圖瓦的路易絲與盧卡公爵卡洛二世的兒子卡洛三世（日後的帕爾馬公爵卡洛三世）結婚，兩人共有2子2女：
1. 帕爾馬的瑪格麗塔（英语：Princess Margherita of Bourbon-Parma）（1847年—1893年），馬德里公爵夫人
2. 罗贝托一世（1848年—1907年），末代帕爾馬公爵
3. 帕爾馬的愛麗絲（英语：Princess Alice of Bourbon-Parma (born 1849)）（1849年—1935年）
4. 亨利王子（1851年—1905年）